# Retrato de Teófilo Braga
Retrato de Teófilo Braga é um óleo sobre tela da autoria do pintor português Columbano Bordalo Pinheiro. Pintado em 1917 e mede 128 cm de altura e 100 cm de largura.
O retrato oficial do antigo presidente da República Teófilo Braga, está no Palácio Nacional de Belém de Lisboa.